# بنت البلاد (مسلسل)
بنت البلاد مسلسل جزائري درامي من تأليف منال مسعودي وأخراج يوسف محساس بث الجزء الأول منه في رمضان سنة 2021 و بث الجزء الثاني في رمضان 2022 وبث الجزء الثالث في رمضان 2023.

## القصة
أمير ابن قرية الثلث الغالي، قرر الزواج من روزا، جزائرية من أم إيطالية من عائلة متحررة، تعرف بها أثناء دراسته. يصطدم الاثنان برفض الأهل من كلا الطرفين لهذه الزيجة. لكنهما يتزوجان فعلا وينتقلان للعيش في الثلث الغالي في ولاية برج بوعريريج شرق الجزائر، وتواجه روزا مجهودات في التأقلم مع مجتمع تقليدي يختلف على ما تعودت عليه في أوروبا.

## الممثلون
- الطيب بنعيجة[5]
- براح نوارة
- بركون ليليان[6]
- بوسواليم محمد نجيب
- نوي لبنة
- نبيل شيالي
- عطا الله شيم
- كنزة موسوس[7]
- يسمينة عبد المومن
- علي باي أنيسة
- محمد أمين خليل
- شرفي أحلام
- قواسمي إشراق
- برتيل سهيلة
- فارس بطاطا
- عبد الغني الطاهرين
- خالد بورزاق
- فريال نسرين مكناس
- دارين شيرين عميشي
- أمير طيباوي رابح

## الفريق
إخراج: محساس يوسف
مدير التصوير: بن زاي محمد
سناريو وحوار: منال مسعودي

## القنوات العارضة
قناة النهار